# Аграрний фонд (компанія)
АТ Агрáрний фóнд — акціонерне товариство (АТ) «Аграрний фонд», один з провідних операторів агропромислової галузі економіки України. Підприємство засноване 22 квітня 2013 року, згідно з постановою Кабінету Міністрів України
АТ «Аграрний фонд» спеціалізується на закупівлі зернових за форвардними контрактами, продажі мінеральних добрив, зерна та борошна. Щороку підприємство закуповує близько мільйона тон зерна. Власником 100 % акцій ПАТ «Аграрний фонд» є держава в особі Міністерства аграрної політики та продовольства України.
Найгірший результат показав Аграрний фонд у 2019 році. Так, якщо у 2018 році у нього був прибуток у 147 млн, то у 2019-му підприємство пішло в мінус на 3,2691 мільярда.

## Діяльність ПАТ Аграрний фонд
ПАТ «Аграрний фонд» у першому півріччі 2015 року сплатив державі дивіденди в розмірі 333 млн грн. за результатами діяльності підприємства в 2014 році.
У грудні 2015 року ПАТ «Аграрний фонд» вийшов на роздрібний ринок борошна і представив свою продукцію в найбільших торговельних мережах України.
ПАТ «Аграрний фонд» входить до ТОП-10 найприбутковіших державних підприємств агросектру України.
ПАТ «Аграрний фонд» переміг у конкурсі Національного рейтингу якості товарів та послуг «Зірка якості». Товариство стало переможцем в категорії «Краще підприємство України 2017».
В 2017 році ПАТ «Аграрний фонд» став переможцем конкурсу «Столичний стандарт якості». Високу відзнаку Товариство отримало за результатами випробувань та оцінки виробництва борошна пшеничного фасованого вищого ґатунку власної ТМ.

## Хронологія
- ПАТ «Аграрний фонд» був утворений 22 квітня 2013 р.
- ПАТ «Аграрний фонд» від ДСБУ «Аграрний фонд» були передані функції форвардних закупівель зернових.
- За підсумками 2018 року дохід ПАТ «Аграрний фонд» склав 6,9 млрд грн, чистий прибуток - 147 млн грн. Виконання фінансового плану підприємства в частині чистого прибутку становить 101%. За результатами 2018 року ПАТ «Аграрний фонд» сплатив державі дивіденди в розмірі 132,3 млн грн, що складо 90% чистого прибутку.  Протягом 2018 року ПАТ «Аграрний фонд» реалізовано 360,6 тис. тонн зерна, вироблено 149,6 тис. тонн борошна, а реалізовано на внутрішньому ринку - 155,4 тис. тонн борошна. Реалізація борошна відбувалася як оптовими, так і роздрібними партіям, зокрема, в торгових мережах під власною торговою маркою.  Роздрібна продукція ПАТ «Аграрний фонд» представлена майже в 500 точках продажу.  Протягом 2018 року підприємство реалізувало 504,5 тис. тонн мінеральних добрив.  В 2018 році Товариство сплатило податків, зборів та обов'язкових платежів на суму 1,63 млрд грн, в тому числі податок на додану вартість - 1,5 млрд грн.
- За підсумками 2017 року дохід ПАТ «Аграрний фонд» склав 4,3 млрд грн, чистий прибуток - 94,8 млн грн. Виконання фінансового плану підприємства в частині чистого прибутку становить 103,6%. За результатами дільяності підприємства в 2017 році державі були сплачені дивіденди в розмірі 71 млн грн.
- За підсумками 2016 року дохід ПАТ «Аграрний фонд» склав 2,1 млрд грн, прибуток до оподаткування - 410,0 млн грн. Після нарахування резерву сумнівних боргів та податку на прибуток, чистий прибуток Товариства склав 48,7 млн грн. Виконання фінансового плану підприємства становило 101% .В 2016 році ПАТ «Аграрний фонд» було сплачено податків, зборів та обов'язкових платежів на суму 667,3 млн грн, в тому числі дивіденди - 116 млн грн.
- Чистий прибуток ПАТ «Аграрний фонд» за результатами 2015 року склав 154,6 млн. грн. Фінансовий план підприємства в частині чистого прибутку перевиконано на 243%.
- 10 червня 2020 року змінилась назва з ПАТ "Аграрний фонд" на АТ "Аграрний фонд"

## Керівники
- З 17 жовтня 2013 року по 4 лютого 2015 року фонд очолював Кірюк Олександр.
- З 25 лютого 2015 року, згідно з розпорядженням Кабінету міністрів України від 25.02.2015 року № 175-р, головою правління ПАТ «Аграрний фонд» призначений Андрій Радченко. Звільнений з посади 23 жовтня 2019 року[2].
- З 15 листопада 2019 року виконуючим обов'язки голови правління був Іван Баришев[3][4].
- З 13 травня 2020 року виконуючим обов'язки голови правління є Богдан Банчук[5].